# Mountains May Depart
Mountains May Depart (xinès: 山河故人; pinyin: shānhé gùrén; literalment: « Un vell amic del país natal ») és una pel·lícula xineso-franco-japonesa dirigida per Jia Zhangke, estrenada l'any 2015. A l'estat espanyol es va estrenar amb el títol Más allá de las montañas.
El film es va presentar en competició oficial al Festival de Canes 2015.

## Argument
El relat, dividit en tres èpoques, descriu els recorreguts dels seus principals personatges durant més de vint anys. Al fi del segle xx, una jove xinesa és cortejada per un jove home de negocis de futur prometedor i un treballador d'una mina de carbó. Acaba per casar-se amb un d'ells, però la vida li reserva decepcions... La història comença el 1999 i segueix durant els anys 2000-2010, mentre que l'última part es desenvolupa en un futur pròxim, als anys 2020.

## Repartiment
- Zhao Tao: Tao
- Zhang Yi: Zhang Jinsheng, l'enamorat d'« elit »
- Liang Jing-dong: Liangzi, el treballador enamorat en una mina de carbó
- Dong Zijian: Dollar, el fill de Tao i de Jinsheng
- Sylvia Chang: Mia, l'ensenyant a A-City, a Austràlia

## Al voltant de la pel·lícula
- Zhao Tao és l'actriu fetitxe i l'esposa del director, Jia Zhangke.

Premis i nominacions
- Festival de Canes 2015: selecció oficial
- Golden Horse Film Festival 2015: tria del públic, i premi al guió sobre 7 nominacions (film, realització, guió, actriu principal, fotografia, música i so)
- Asian Film Awards 2016: premi del guió sobre 4 nominacions (film, realització, guió i actriu principal)

Crítica
- "Oblidin qualsevol subtilesa, això és una festa. Fresca, desenfrenada, desacomplexada i embogida. La millor pel·lícula [del seu director] des de la insuperable 'The World'."[2]
- "Pocs dels cineastes d'avui dia observen tan profundament el món canviant com ho fa el Sr. Jia, o mostren els interessos humans de manera tan viva[3]
- "Encara que 'Mountains' pot resultar alguna cosa esquemàtica de vegades, i incòmoda en el seu tercer acte (...) l'impacte que va acumulant segueix resultant enormement commovedor, ressaltat per l'entusiasta creació d'imatges de Jia i una lluminosa interpretació principal de (...) Zhao Tao.[4]